# Morrow (Georgia)
Morrow – miasto w Stanach Zjednoczonych, w stanie Georgia, w hrabstwie Clayton.